# Orly Levy-Abekasis

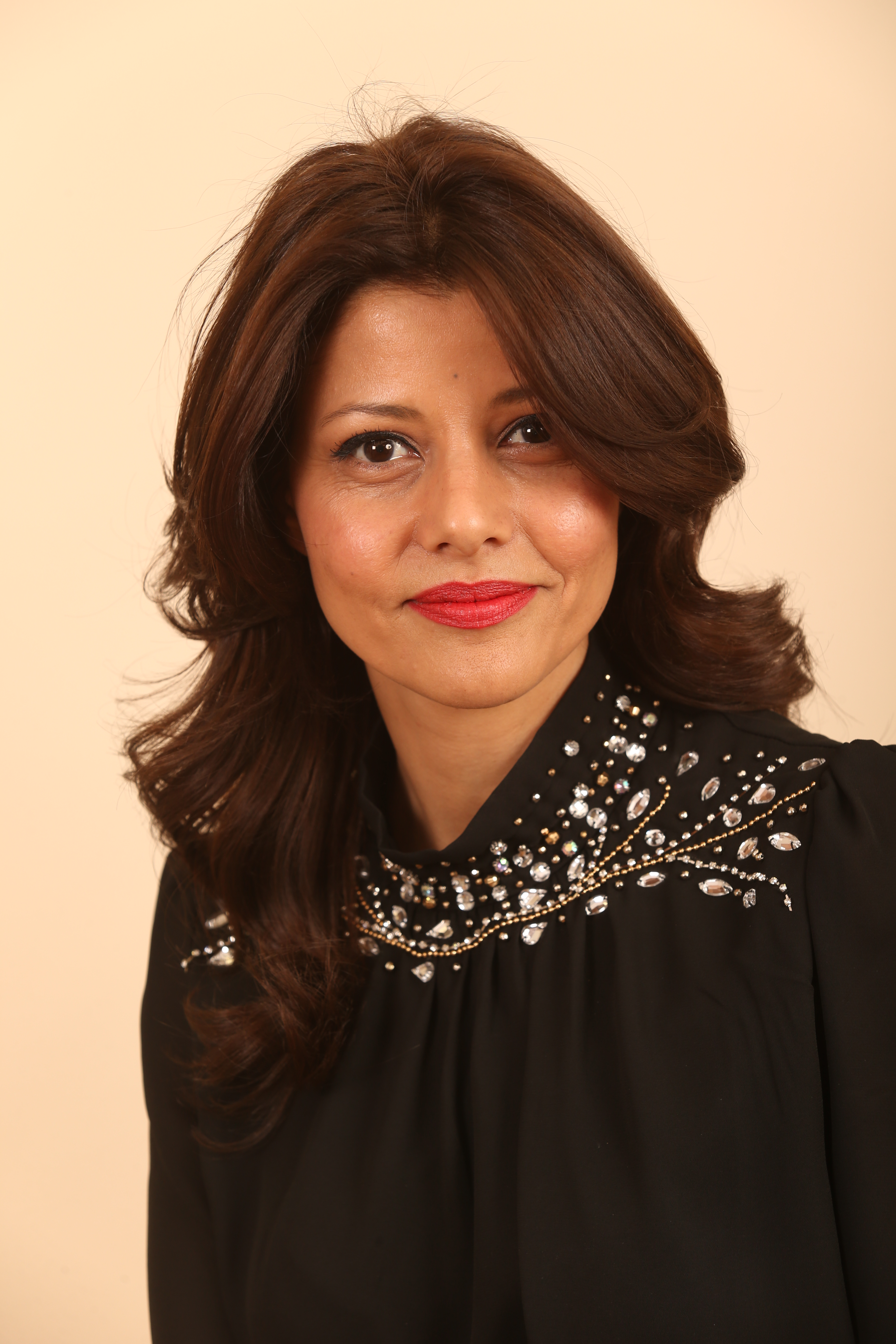
Orly Levy

Orly Levy-Abekasis (hebräisch אורלי לוי; * 11. November 1973 in Bet Sche’an) ist eine israelische Politikerin. Sie war von 2009 bis April 2019 und von September 2019 bis 2022 erneut Mitglied der Knesset, zunächst als Abgeordnete der Partei Jisra’el Beitenu, ab Mai 2016 als parteilose Abgeordnete, ab Oktober 2019 als Abgeordnete des Wahlbündnisses Awoda-Gescher sowie ab 2021 für den Likud. Vom 17. Mai 2020 bis 13. Juni 2021 übernahm sie die Leitung des Ministeriums für Regionale Entwicklung.

## Leben
Orly Levy-Abekasis ist die Tochter des 2024 verstorbenen israelischen Außenministers David Levy. Sie absolvierte ihren Wehrdienst bei den israelischen Luftstreitkräften und erwarb später ein Diplom in Rechtswissenschaften. Bevor sie in die Politik ging, arbeitete sie als Model und Fernsehmoderatorin.
Levy-Abekasis ist verheiratet, hat vier Kinder und lebt im Kibbuz Mesilot, der zur Regionalverwaltung Emek ha-Ma’ajanot gehört.

## Politische Laufbahn
Nach den Parlamentswahlen 2009, bei denen sie für Jisra’el Beitenu auf dem Listenplatz sechs stand, zog Orly Levy-Abekasis in die Knesset ein. Im Mai 2016, während der Verhandlungen zwischen Jisrael Beitenu und Likud, erklärte Levy-Abekasis ihren Rückzug aus der Jisrael Beitenu Partei, da die sozioökonomischen Probleme in den Hauptforderungen der Partei während der Verhandlungen nicht berücksichtigt wurden. Danach war sie parteilose Abgeordnete. Am 6. März 2018 kündigte Orly Levy-Abekasis die Gründung einer neuen Partei an. Am 25. Dezember 2018 gab Levy-Abekasis die Gründung der Partei namens Gescher bekannt, wobei sie mit dem von ihr gewählten Namen an die von ihrem Vater gegründete Partei Gescher anknüpfte. Bei der Parlamentswahl in Israel April 2019 blieb Gescher unter der Sperrklausel und Levy-Abekasis schied aus der Knesset aus. Für die Parlamentswahl in Israel September 2019 bildete Gescher ein Bündnis mit der Awoda und Levy-Abekasis zog erneut in die Knesset ein.
Im Kabinett Benjamin Netanjahu V, das im Mai 2020 gebildet wurde, übernahm sie die Leitung des Ministeriums für Regionale Entwicklung. Bei den Parlamentswahlen am 23. März 2021 kandidierte Levy-Abekasis auf der Liste von Netanjahus Likud. Bei den Wahlen 2022 verlor sie ihren Sitz in der Knesset.